# (18191) Rayhe
(18191) Rayhe (2000 QL90) – planetoida z pasa głównego asteroid okrążająca Słońce w ciągu 4,65 lat w średniej odległości 2,78 j.a. Odkryta 25 sierpnia 2000 roku.